# Havnepakhuset i Dragør
Havnepakhuset er et pakhus i Dragør, der blev opført i 1845 for Dragør Lodseri, som manglede et passende sted til opbevaring af materialer. Bygningen er også blevet benyttet til opbevaring af skibsmaster.
I 1999 blev Havnepakhuset sat i stand takket være en donation fra skibsreder Per Henriksen, grundlægger af rederiet Mercandia, og overdraget til Dragør Museumsforening. 
I dag driver Museum Amager Havnepakhuset. Siden 2015 er det blevet forpagtet af Rosenkildes v. Sven Ole Rosenkilde. 
Havnepakhuset benyttes til museumsrelateret arrangementer som foredrag, konferencer, krydstogtsbesøg, receptioner og fester. Der er plads til ca. 50 siddende og 80 stående personer.